# José Diaz de Quijano
José Diaz de Quijano (Santander, [...?] - Madrid, 16 de març de 1903) fou un escriptor i músic espanyol.
Estudià la carrera de dret i fou director de la Revista de Navegación y Comercio de Madrid, des de 1891 a 1893.
És autor de la lletra i música de les sarsueles Faustito i Baños de impresion, i de la música de la revista Casa de huespedes, havent escrit en col·laboració amb Juan Pérez Zúñiga, Las goteras, La lucha por la existència, Los tios i El quinto cielo.